# Jonestown (comté de Columbia, Pennsylvanie)
Jonestown est une census-designated place située dans le comté de Columbia, dans l’État de Pennsylvanie, aux États-Unis. Lors du recensement de 2020, elle compte 115 habitants.